# 만국평화회의

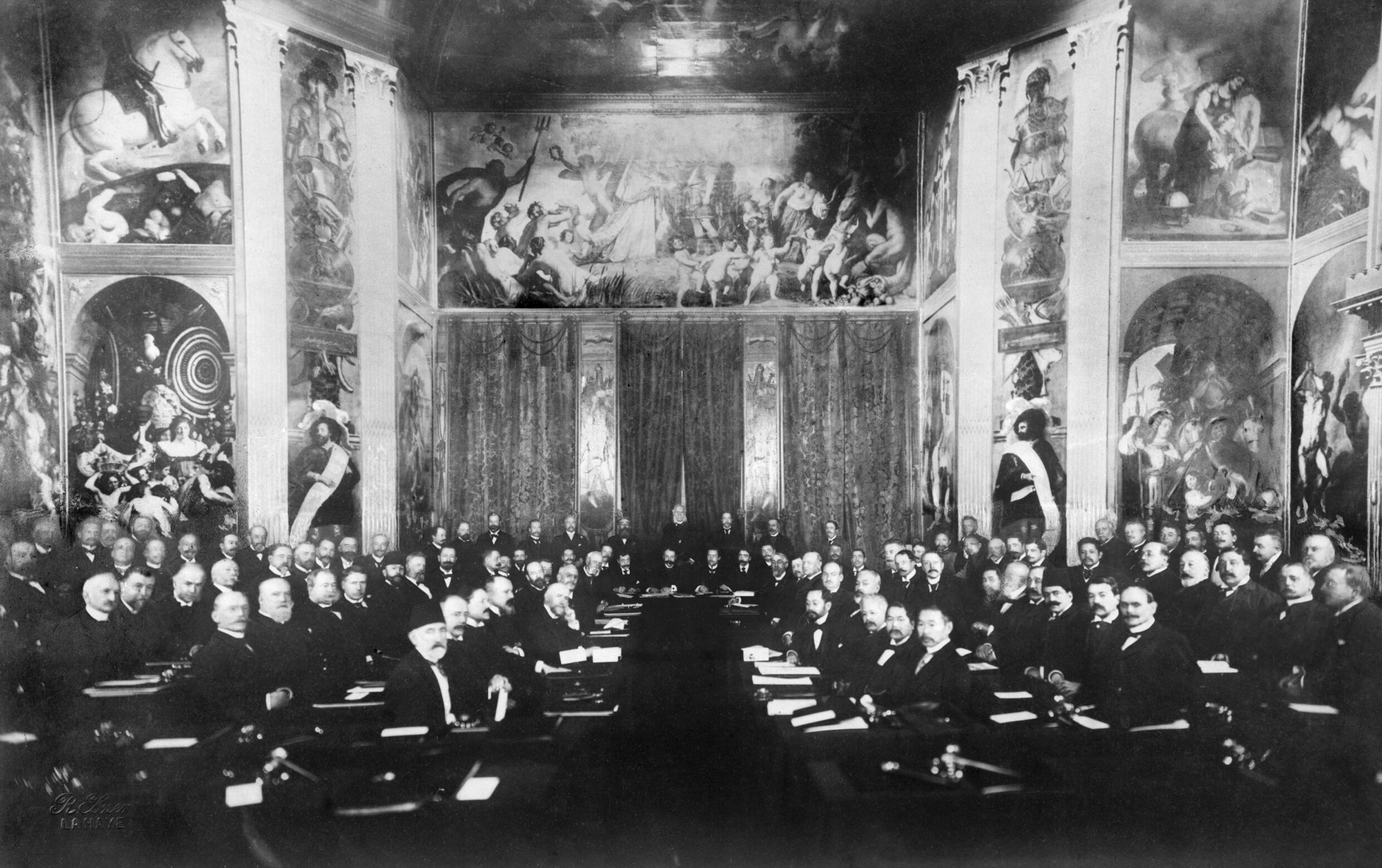
1899년 제1차 헤이그 회의

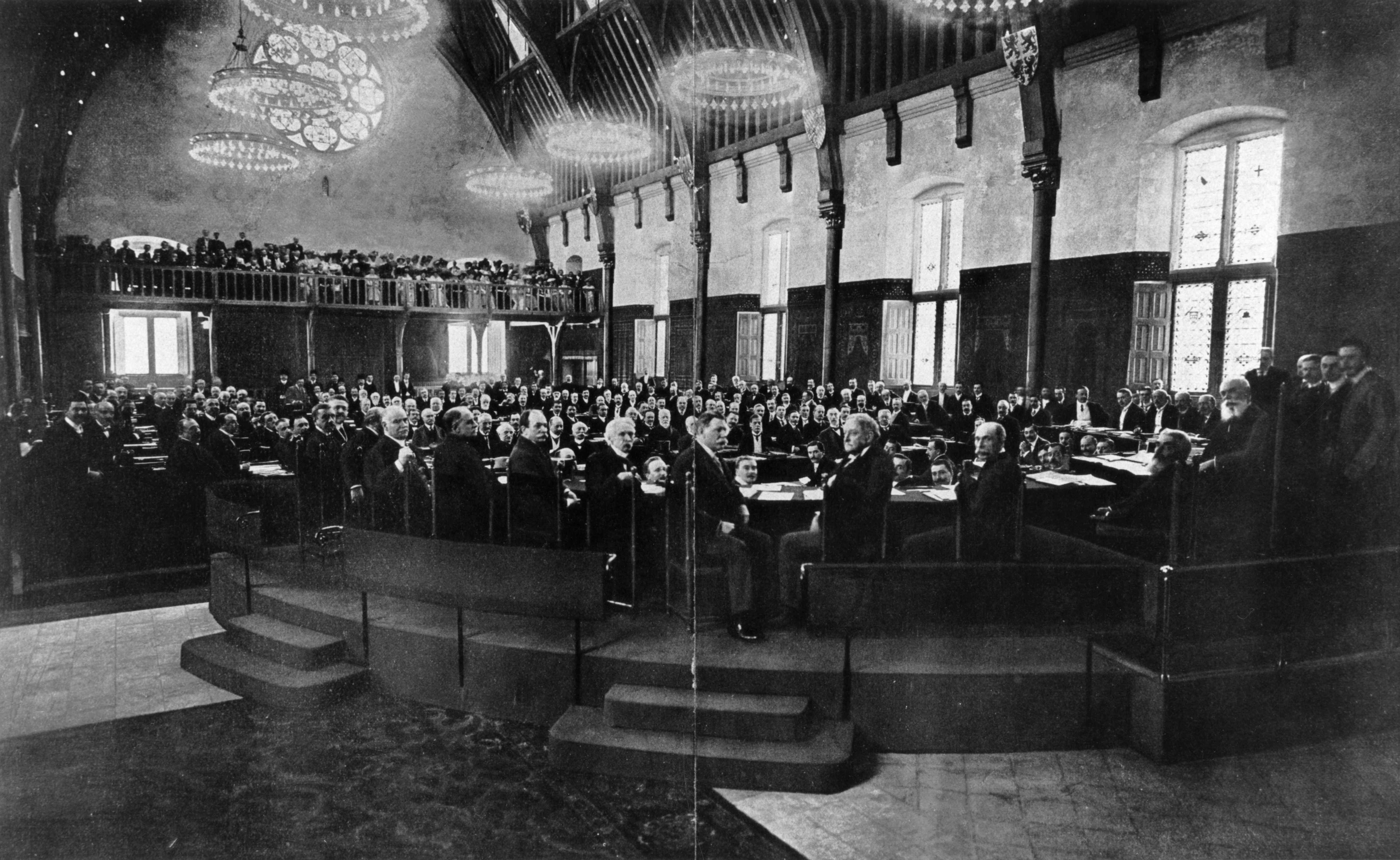
1907년 제2차 헤이그 회의

만국평화회의(萬國平和會議) 또는 헤이그 회담(Hague Conventions)은 네덜란드 헤이그에서 1899년, 1907년에 2차례 열린 국제 평화 회담이다. 네덜란드는 17, 18세기에 해양 진출이 활발해져서 신흥 해양강국이 되었으며, 이러한 때에, ‘국제법의 아버지’라고 불리는 그로티우스를 배출한다. 이런 배경 하에서 네덜란드 헤이그에서 국제 평화 회담이 열리게 된다.
1899년에 네덜란드 헤이그에서 열린 제1차 만국평화회의에서 채택된 《육상전 법규와 관례에 대한 조약》(Convention respecting the Laws and Customs of War on Land)과 여기에 《육상전 법규와 관례에 대한 규칙》이 더해졌다. 1907년 제2차 만국평화회의에서 개정되어 오늘 날에 이르고 있으며, 《헤이그 육상전 협정》, 《헤이그 육상전 법규》 등으로도 불린다. 교전자의 정의와 선전포고, 전투원, 비전투원의 정의, 포로, 부상병의 취급, 사용해서는 안될 전술, 항복, 휴전 등이 규정되어 있지만, 현재는 각 분야에서 보다 세부적인 다른 조약에 그 역할을 양보한 것도 많다.
일본에서도 1911년 11월 6일 비준되었고, 1912년 1월 13일에 《육전 법규 관례에 관한 조약》으로 공포되었다. 다른 국제 조약뿐만 아니라 이 조약이 직접 비준국의 군사 행동을 규제하는 것이 아니라 협약 비준국이 제정한 법률에 따라 규제되었다. 3차 회담은 1914년에 열리기로 되었지만, 1915년으로 재조정되었고, 제1차 세계 대전으로 인해 열리지 못했다.

## 역사
1899년, 1907년의 헤이그 회담은 전쟁 행위를 천명한 최초의 다국적 조약이었으며, 대체로 리버 법전을 기반으로 했다. 이 법안은 남북전쟁 중인 1863년 4월 24일 미국의 북부분에 에이브러햄 링컨 대통령이 서명하고 제출한 법이었다. 리버 법안은 최초의 공식적인 포괄적 성문법이었다. 여기에는 군법회의의 측면에서 행위를 제한하고, 민간인과 민간인의 재산을 보호하고, 범법행위, 탈영병, 전쟁범죄자를 처벌하고, 인질, 약탈, 게릴라, 스파이, 정전, 포로교환, 전 반란군의 집행유예, 정전조건, 인간 생명 존중, 적지에서 군인과 시민의 암살과 살해, 내전에서 정부에 대항하는 교전자들의 지위 등을 언급한 것이었다. 따라서 그 법전은 최초의 관습법과 19세기의 전쟁 관행의 최고의 개요로 간주되었으며, 다른 국가의 환영을 받아 적용되었다. 1874년 브뤼셀 선언은 리버 법전으로부터 착상해낸 56개 항목을 나열했지만, 주요 국가로부터 외면을 받았다. 헤이그 회담의 많은 규제들이 이 법전에서 차용한 것이 대부분이다.

## 제1차 만국평화회의

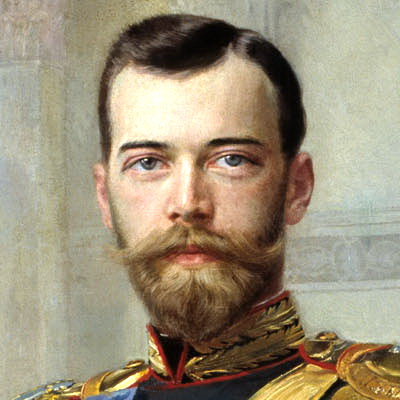
러시아 니콜라스 2세

1898년 8월 24일, 러시아의 차르인 니콜라스 2세가 평화 회의를 제안했다. 니콜라이 황제와 외무장관인 미하일 니콜라예비치 무라비요프는 이 회의가 성사되는데 기여했다. 회의는 황제의 생일인 1899년 5월 18일 개최되었다. 협약은 같은 해 7월 29일 서명되었고, 1900년 9월 4일 발효되었다.
네덜란드의 법학자 토비아스 아세르는 1899년에 열린 제1차 만국평화회의에서 상설중재재판소의 결성에 기여한 공로로 1911년 노벨 평화상을 수상하였다. 그는 1913년 사망 전까지 헤이그 국제법 아카데미의 설립을 도왔다.
1899년 헤이그 협약을 통해 언급된 것은 3개의 주요 조약과 3개의 부가 선언으로 구성되어 있었다.
- 1. 국제 분쟁의 평화로운 해결을 위한 협약
- 2. 육상전에 대한 법률과 관습에 대한 협약
- 3. 1864년 제네바 협약 원칙의 해상전 적용에 대한 협약
- 4-1 발사체의 발포와 기구 또는 새로운 유사한 방법에 의한 폭발물 금지에 대한 선언
- 4-2 질식성 독가스를 퍼트리는 단일 물질을 이용한 발사체 사용 금지에 대한 선언
- 4-3 안을 완전히 덮지 않은 딱딱한 덮개를 가진 또는 톱니형을 포함하는 총탄과 같은 인체 내에서는 쉽게 확장되거나 형태를 변이시키는 탄환 사용 금지에 대한 선언

## 제2차 만국평화회의

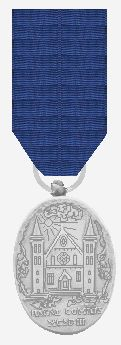
1907년 회담의 기념 메달

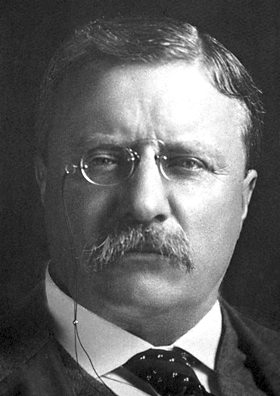
시어도어 루즈벨트

4번 협약의 당사국: 육전의 법규와 관례에 대한 협의

1907년에 개최된 제2차 회담은 1899년 협약에서 주요한 진보는 거의 이뤄지지 못하고 끝났다. 그러나 주요 열강들의 모임은 이후 20세기 국제 협력을 미리 형상화시켰다.
제2차 만국평화회의는 1904년 시어도어 루즈벨트 미국 대통령의 제안으로 소집되었지만, 러일전쟁(1904-1905)으로 인해 연기되었다. 따라서 제2차 회담이 열린 것은 1907년 6월 15일부터 10월 18일까지였다. 이 회담이 개최된 의도는 1899년 헤이그 회담의 일부를 수정하거나, 새로운 항목을 추가함으로써 확대하기 위함이었다. 특히, 1907년 회담은 해전에 대한 초점을 확장하려 하였다. 영국은 군비 제한을 확보하려 했지만, 이러한 노력들은 영국이 독일 함대의 성장을 중단시키려 한다고 우려한 독일 주도의 다른 열강에 의해 좌절되었다. 독일은 또한 강제적 중재 제안에 대해서도 거절을 했다. 그러나, 이 회담은 자발적 중재에 대한 기구를 확대했으며, 채무의 수집과 전쟁의 규칙, 그리고 중립국의 권한과 의무에 대한 협약을 확립시켰다.
조약, 선언, 그리고 제2차 회담의 최종 법안은 1907년 10월 18일 서명되었고, 이듬해 1910년 1월 26일 실효되었다. 1907 협약은 13개의 조약으로 구성되어 있다. 이것들 중 12개는 비준되어 실효되었고, 하나는 선언의 형태로 남았다.
- (1) 국제 분쟁의 평화적 해결에 대한 협약[9]

이 협정은 1899년 협정 (1)을 확정하고, 확장한 것이다. 2014년을 기준으로 이 협정은 99개국에서 실효되어 있고, 115개국이 1907년 협정 1항이나 1899년 협정 1항 모두 또는 그 중 하나를 비준했으며, 그것은 모두 영구 중재재판소의 기반 문서이다.
- 2. 계약 채무 회복을 위한 군의 고용 제한에 대한 협약[11]
- 3. 선전포고에 대한 협약
- 4. 육상전에 대한 법규와 관습에 대한 협약
- 5. 육상전 시 중립적 권력과 사람에 대한 권리와 의무에 대한 협약
- 6. 개전 시 적국 상선의 법률적 지위에 대한 협약
- 7. 상선을 전함으로 개조하는 것에 대한 협약
- 8. 자동잠수함 기뢰 배치에 관한 협약
- 9. 전시 해군의 포격에 대한 협약
- 10. 1906년 7월 6일의 제네바 원칙의 해상전 적용에 대한 협약
- 11. 해전에서 포로의 권리 행사 일부 제한에 관한 협약
- 12. 국제 전리품 법정의 발족에 관한 협약
- 13. 해전에서 중립적 지위의 권한과 의무에 대한 협약
- 14. 기구를 통한 사출물과 폭발물 방출 금지에 대한 선언

## 참석국
브라질 대표단은 후이 바르보자가 이끌었고, 모든 나라가 법적으로 동등하다는 원칙을 방어한 토대에 대한 그의 공헌은 오늘날 분석가들에 의해 찾아볼 수 있다. 영국 대표단은 에드워드 프라이 경, 어니스트 스토우 경, 11대 리이 경 (도널드 제임스 맥케이) 그리고 헨리 하워드 경이 대표로 포함되어 있었고, 에어 크로가 기술관으로 파견되었다. 러시아 대표단은 표도르 마르텐이 이끌었다. 우루과이 대표단은 강제 조정에 대한 옹호자인 호세 바트예 이 오르도녜스가 이끌었다. 폴 앙리 데스투르넬 드 콩스탕은 1899년과 1907년 프랑스 대표단의 일원이었다. 그는 이후 1909년 그의 노력으로 노벨평화상 수상했다.

### 헤이그 특사 사건
대한제국은 헤이그 밀사 사건으로 알려진 회담에 참석하려는 소득없는 노력을 했다. 고종황제는 제2차 회담에 참석하여 일제가 한반도를 흡수하기 위해 강압적으로 〈을사조약〉 체결했다는 부당성을 주장하기 위해 이준, 이상설 그리고 이위종을 특사로 파견했다. 대한제국의 외교관들은 외교 주권을 되찾기 위해 국제 사회에 호소를 했다. 미국인 선교사 호머 헐버트도 조약의 부당성을 주장하기 위해 헤이그로 왔다. 이 네 사람은 모두 일본과 영국군에 의해 입장이 거부되었다.
1907년 네덜란드의 수도 헤이그에서 제2차 만국평화회의가 열린다는 소식을 들은 상동교회의 전덕기, 이동휘 등은 고종의 밀사를 파견하기로 계획을 세웠다. 고종에게도 동의를 받아 특사로는 이상설, 이위종과 함께 이준이 정해졌다.
이준은 고종의 신임장을 들고 만주의 이상설, 러시아의 이위종과 차례로 합류하여 헤이그로 향했다. 그러나 〈을사조약〉 체결이 일본에 강제에 의한 것이었음을 폭로하려 했던 계획은 영일동맹으로 일본과 외교관계를 맺고 있던 영국의 방해로 뜻대로 진행되지 않았다.
이준은 헤이그의 숙소에서 객사했는데, 만국평화회의 불참으로 인한 울분을 못 이겨 앓다가 사망한 병사가 사인이었다. 그 증거로 당시 네덜란드 유력 일간지 《헤트·화데란트》등을 쓰고 1907년 7월 15일자 기사에서는 "코리아에 대한 일본의 잔인한 탄압에 항거하기 위해 이상설, 이위종과 같이 온 차석대표 이준 씨가 어제 숨을 거두었다. 그는 이미 지난 수일동안 병환 중에 있다가 바겐 슈트라트가에 있는 ‘드 용 호텔’에서 죽었다."고 보도하고 있다. 장지연의 《위암문고(韋庵文稿)》등의 영향으로 오랫동안 이준이 할복 자살한 것으로 잘못 알려져 왔으나, 이는 당시 일제의 억압에 대한 반일적 분위기 속에서 자연스럽게 이준이 영웅화되면서 할복 자살설이 떠돈 것으로 추정된다. 이 사건으로 인해 고종이 폐위되고 순종이 즉위하였다.
대한민국의 건국 이후 1962년 이준은 건국훈장 대한민국장을 추서 받았으며, 유해는 본래 헤이그에 묻혀 있다가 1963년 봉환되었다. 서울 장충단 공원에 동상이 세워져 있고, 헤이그에는 이준 열사 기념관이 건립되어 있다.

### 조약 서명 국가

#### 1899년 조약
총 32개국이 서명을 했으며, 여기에는 원래 회원국 24개국에 추가 회원국 8개국이 포함되었다.
- 아메리카 - 미국, 멕시코, 살바도르, 페루, 우루과이, 과테말라, 온두라스, 콜롬비아, 베네수엘라
- 유럽 - 영국, 이탈리아, 오스트리아 - 헝가리, 네덜란드, 그리스, 스웨덴 - 노르웨이, 스페인, 세르비아, 덴마크, 독일 프로이센, 프랑스, 불가리아, 벨기에, 포르투갈, 몬테네그로, 루마니아, 룩셈부르크, 터키, 러시아
- 아시아 - 태국, 일본, 페르시아, 대한제국[15]

#### 1907년 조약
총 44개국이 서명하였고, 원래 회원국 43개국에, 추가 회원국 1개국이 추가 되었다.
- 아메리카 - 미국, 아르헨티나, 에콰도르, 쿠바, 과테말라, 콜롬비아, 살바도르, 칠레, 도미니카, 니카라과, 아이티, 파나마, 파라과이, 우루과이, 브라질, 베네수엘라, 페루, 볼리비아, 멕시코
- 유럽 - 영국, 이탈리아, 오스트리아 - 헝가리, 네덜란드, 그리스, 스위스, 스웨덴, 스페인, 세르비아, 덴마크, 독일, 노르웨이, 프랑스, 불가리아, 벨기에, 포르투갈, 몬테네그로, 루마니아, 룩셈부르크, 터키, 러시아
- 아시아 - 태국, 일본, 페르시아, 청나라

## 헤이그 회담의 제네바 의정서
비록 헤이그 협약에서 협상이 되지는 않았지만, 헤이그 회담에서 제네바 의정서는 그 회담에서 추가된 것으로 간주된다. 1925년 6월 17일에 서명되었고, 1928년 2월 8일 실효된 이 제네바 의정서에는 모든 종류의 화학무기와 생물학무기의 사용에 대해 영구적으로 금지하고 있다. 그 의정서는 제1차 세계 대전에서 머스터드 황과 유사 매개체의 사용에 따른 화학 무기에 반대하는 점점 커지는 대중의 외침에서 나왔으며, 화학무기와 생물학 무기가 미래 전쟁에서 치명적인 결과를 초래할 수 있다는 것을 두려워한 결과물이다. 이 의정서는 1972년 ‘생물학 무기 협정’과 1993년의 ‘화학 무기 협정’으로 확대되었다.

## 유산
헤이그 회담에서 제된 많은 규칙들이 제1차 세계 대전에서 위반되었다. 예를 들어, 독일의 벨기에 침공은 1907년의 협정 3항을 위반한 것이다. 3항에는 개전은 선전포고와 같은 명시적인 경고 없이 이뤄져서는 안된다고 언급되어 있다. 독일군은 독가스를 사용했고, 그후로도 전쟁 내내 주요 교전국의 적 병사에게 사용을 했다. 이것은 독과 독성 무기 사용을 금지한다는 1899년 선언 4-2항, 1907년 협약 4항을 위반한 것이었다.
1918년에 저술된 책에서, 독일의 국제법 학자이자, 신 칸트학파의 반전론자 발터 슈킹은 이 모임을 헤이그 회담의 국제 연맹이라고 불렀다. 슈킹은 헤이그 회담을 분쟁의 평화적 해결을 위해 사법을 집행하고, 국제법 절차를 발전시키기 위한 규칙적인 간극을 충족시키는미래의 국제 연맹의 토대로 보았다. 그는 "전 세계 국가들의 명백한 정치 연합이 제1차, 제2차 회담을 통해 창설되었다"고 주장했다.
제2차 세계 대전 이후, 뉘른베르크 재판에서 독일의 주요 전쟁 범죄에 대한 군사 재판소의 판사들은 1939년경, 1907년 헤이그 회담에서 제시된 규칙들이 모든 문명화된 국가에서 인지되고 있고, 전쟁 법규와 관습에 대한 선언으로 간주되고 있다는 것을 발견했다. 이러한, 전후 판결 하에서, 어떤 나라는 이것에 속박되기 위해 1907년의 헤이그 회담을 비준할 필요는 없었다.
비록 그 내용이 다른 조약에 의해 대체되었지만, 1899년과 1907년의 헤이그 회담은 전쟁 억지와 전쟁을 피하는 것에 대한 필요의 상징으로 서 있다. 2000년 이후로, 1907년 회담의 국제분쟁의 평화적 해결에 대한 (1)항은 20개국에서 추가로 비준을 받았다.